# Макарівка (Балаклійський район)
Макарівка — колишнє село в Балаклійському районі Харківської області, підпорядковувалося Веселівській сільській раді.
1977 року в селі проживало 20 людей. В 1970-х роках підпорядковувалося Вишнівській сільській раді. Дата зникнення невідома.
Макарівка знаходилася за 2 км від Слабунівки.

## Принагідно
- Історія міст і сіл УРСР [Архівовано 25 грудня 2015 у Wayback Machine.]